# Roberto Cortés
Roberto Gonzalez Cortés (Iquique, 2 febbraio 1905 – 30 agosto 1975) è stato un calciatore cileno, di ruolo portiere.

## Carriera
In carriera, Cortés giocò per il Chilex Chuquicamata e per il Colo Colo.
Fu più volte convocato per la Nazionale del Cile con la quale disputò il Campionato mondiale di calcio 1930 e due Coppe America: 1926 e 1935.